# Olympische Sommerspiele 2024/Wasserspringen/Qualifikation
Insgesamt gibt es bei der Qualifikation für die Wettbewerbe im Wasserspringen bei den Olympischen Sommerspielen 2024 in Paris 136 Quotenplätze. Anders als in nahezu allen anderen Sportarten ist beim Wasserspringen allerdings keine Geschlechterparität (68 je Geschlecht) durch das Qualifikationssystem garantiert. Jedes Land darf maximal 16 Springer (8 je Geschlecht) nominieren. Pro Wettkampf ist die Anzahl der Teilnehmer auf zwei Athleten (Einzelwettkämpfe) beziehungsweise ein Duo (Synchronspringen) festgelegt. Die französische Delegation erhält als Gastgeber für jeden Synchronwettkampf einen Quotenplatz.

## Übersicht
| Nation                  | Synchronspringen | Synchronspringen | Synchronspringen | Synchronspringen | Einzelwettkämpfe | Einzelwettkämpfe | Einzelwettkämpfe | Einzelwettkämpfe | Gesamt         |
| Nation                  | Männer           | Männer           | Frauen           | Frauen           | Männer           | Männer           | Frauen           | Frauen           | Quoten- plätze |
| Nation                  | 3 m              | 10 m             | 3 m              | 10 m             | 3 m              | 10 m             | 3 m              | 10 m             | Quoten- plätze |
| ----------------------- | ---------------- | ---------------- | ---------------- | ---------------- | ---------------- | ---------------- | ---------------- | ---------------- | -------------- |
| Ägypten                 |                  |                  |                  |                  | 1                | 1                | 1                | 1                | 4              |
| Australien              |                  | 1                | 1                |                  | 1                | 2                | 2                | 2                | 9              |
| Brasilien               |                  |                  |                  |                  |                  | 1                |                  | 1                | 2              |
| China                   | 1                | 1                | 1                | 1                | 2                | 2                | 2                | 2                | 12             |
| Deutschland             |                  | 1                | 1                |                  | 2                | 1                | 2                | 2                | 9              |
| Dominikanische Republik |                  |                  |                  |                  | 2                |                  |                  | 1                | 3              |
| Frankreich              | 1                | 1                | 1                | 1                | 2                |                  |                  |                  | 6              |
| Großbritannien          | 1                | 1                | 1                | 1                | 2                | 2                | 2                | 2                | 12             |
| Irland                  |                  |                  |                  |                  | 1                |                  |                  | 1                | 2              |
| Italien                 | 1                |                  | 1                |                  | 2                | 2                | 2                | 2                | 10             |
| Jamaika                 |                  |                  |                  |                  | 1                |                  |                  |                  | 1              |
| Japan                   |                  |                  |                  |                  | 1                | 1                | 2                | 1                | 5              |
| Kanada                  |                  | 1                |                  | 1                |                  | 2                | 1                | 2                | 7              |
| Kolumbien               |                  |                  |                  |                  | 2                | 1                |                  |                  | 3              |
| Kuba                    |                  |                  |                  |                  |                  |                  | 2                | 1                | 3              |
| Lettland                |                  |                  |                  |                  |                  |                  |                  | 1                | 1              |
| Malaysia                |                  |                  |                  |                  |                  | 1                | 1                |                  | 2              |
| Mexiko                  | 1                | 1                |                  | 1                | 2                | 2                | 2                | 2                | 11             |
| Neuseeland              |                  |                  |                  |                  |                  |                  | 1                |                  | 1              |
| Niederlande             |                  |                  |                  |                  |                  |                  |                  | 1                | 1              |
| Nordkorea               |                  |                  |                  | 1                |                  | 1                |                  | 1                | 3              |
| Norwegen                |                  |                  |                  |                  |                  |                  | 1                |                  | 1              |
| Österreich              |                  |                  |                  |                  |                  | 1                |                  |                  | 1              |
| Polen                   |                  |                  |                  |                  |                  | 1                |                  |                  | 1              |
| Puerto Rico             |                  |                  |                  |                  |                  |                  |                  | 1                | 1              |
| Schweden                |                  |                  |                  |                  |                  |                  | 1                |                  | 1              |
| Spanien                 | 1                |                  |                  |                  |                  |                  | 1                | 1                | 3              |
| Südafrika               |                  |                  |                  |                  |                  |                  | 1                |                  | 1              |
| Südkorea                |                  |                  |                  |                  | 2                | 2                | 1                | 1                | 6              |
| Ukraine                 | 1                | 1                | 1                | 1                |                  | 1                | 1                | 1                | 7              |
| Usbekistan              |                  |                  |                  |                  |                  | 1                |                  |                  | 1              |
| Vereinigte Staaten      | 1                |                  | 1                | 1                | 2                | 1                | 2                | 2                | 10             |
| Gesamt: 32 NOKs         | 8                | 8                | 8                | 8                | 25               | 26               | 28               | 29               | 140            |

## Synchronspringen

### Männer 3 m Synchronspringen
| Qualifikationswettbewerb        | Datum                 | Ort     | Plätze | Nation             | Nominierte Athleten              |
| ------------------------------- | --------------------- | ------- | ------ | ------------------ | -------------------------------- |
| Gastgeber                       | 13. September 2017    | Lima    | 1      | Frankreich         | Jules Bouyer Alexis Jandard      |
| Schwimmweltmeisterschaften 2023 | 14. – 22. Juli 2023   | Fukuoka | 3      | China              | Wang Zongyuan Long Daoyi         |
| Schwimmweltmeisterschaften 2023 | 14. – 22. Juli 2023   | Fukuoka | 3      | Großbritannien     | Anthony Harding Jack Laugher     |
| Schwimmweltmeisterschaften 2023 | 14. – 22. Juli 2023   | Fukuoka | 3      | Vereinigte Staaten | Tyler Downs Greg Duncan          |
| Schwimmweltmeisterschaften 2024 | 2. – 18. Februar 2024 | Doha    | 4      | Italien            | Giovanni Tocci Lorenzo Marsaglia |
| Schwimmweltmeisterschaften 2024 | 2. – 18. Februar 2024 | Doha    | 4      | Spanien            | Adrián Abadía Nicolás García     |
| Schwimmweltmeisterschaften 2024 | 2. – 18. Februar 2024 | Doha    | 4      | Mexiko             | Osmar Olvera Juan Celaya         |
| Schwimmweltmeisterschaften 2024 | 2. – 18. Februar 2024 | Doha    | 4      | Ukraine            | Danylo Konowalow Oleh Kolodij    |
| Gesamt                          | Gesamt                | Gesamt  | 8      | 8                  |                                  |

### Männer 10 m Synchronspringen
| Qualifikationswettbewerb        | Datum                 | Ort     | Plätze | Nation         | Nominierte Athleten               |
| ------------------------------- | --------------------- | ------- | ------ | -------------- | --------------------------------- |
| Gastgeber                       | 13. September 2017    | Lima    | 1      | Frankreich     | Gary Hunt Loïs Szymczak           |
| Schwimmweltmeisterschaften 2023 | 14. – 22. Juli 2023   | Fukuoka | 3      | China          | Yang Hao Lian Junjie              |
| Schwimmweltmeisterschaften 2023 | 14. – 22. Juli 2023   | Fukuoka | 3      | Ukraine        | Kirill Boljuch Mark Hryzenko      |
| Schwimmweltmeisterschaften 2023 | 14. – 22. Juli 2023   | Fukuoka | 3      | Mexiko         | Randal Willars Kevin Berlín       |
| Schwimmweltmeisterschaften 2024 | 2. – 18. Februar 2024 | Doha    | 4      | Großbritannien | Tom Daley Noah Williams           |
| Schwimmweltmeisterschaften 2024 | 2. – 18. Februar 2024 | Doha    | 4      | Kanada         | Rylan Wiens Nathan Zsombor-Murray |
| Schwimmweltmeisterschaften 2024 | 2. – 18. Februar 2024 | Doha    | 4      | Australien     | Cassiel Rousseau Domonic Bedggood |
| Schwimmweltmeisterschaften 2024 | 2. – 18. Februar 2024 | Doha    | 4      | Deutschland    | Timo Barthel Jaden Eikermann      |
| Gesamt                          | Gesamt                | Gesamt  | 8      | 8              |                                   |

### Frauen 3 m Synchronspringen
| Qualifikationswettbewerb        | Datum                 | Ort     | Plätze | Nation             | Nominierte Athletinnen            |
| ------------------------------- | --------------------- | ------- | ------ | ------------------ | --------------------------------- |
| Gastgeber                       | 13. September 2017    | Lima    | 1      | Frankreich         | Naïs Gillet Juliette Landi        |
| Schwimmweltmeisterschaften 2023 | 14. – 22. Juli 2023   | Fukuoka | 3      | China              | Chen Yiwen Chang Yani             |
| Schwimmweltmeisterschaften 2023 | 14. – 22. Juli 2023   | Fukuoka | 3      | Großbritannien     | Yasmin Harper Scarlett Mew Jensen |
| Schwimmweltmeisterschaften 2023 | 14. – 22. Juli 2023   | Fukuoka | 3      | Italien            | Chiara Pellacani Elena Bertocchi  |
| Schwimmweltmeisterschaften 2024 | 2. – 18. Februar 2024 | Doha    | 4      | Australien         | Maddison Keeney Anabelle Smith    |
| Schwimmweltmeisterschaften 2024 | 2. – 18. Februar 2024 | Doha    | 4      | Vereinigte Staaten | Sarah Bacon Kassidy Cook          |
| Schwimmweltmeisterschaften 2024 | 2. – 18. Februar 2024 | Doha    | 4      | Ukraine            | Wiktorija Kessar Hanna Pysmenska  |
| Schwimmweltmeisterschaften 2024 | 2. – 18. Februar 2024 | Doha    | 4      | Deutschland        | Jette Müller Lena Hentschel       |
| Gesamt                          | Gesamt                | Gesamt  | 8      | 8                  |                                   |

### Frauen 10 m Synchronspringen
| Qualifikationswettbewerb        | Datum                 | Ort     | Plätze | Nation             | Nominierte Athletinnen                 |
| ------------------------------- | --------------------- | ------- | ------ | ------------------ | -------------------------------------- |
| Gastgeber                       | 13. September 2017    | Lima    | 1      | Frankreich         | Jade Gillet Emily Hallifax             |
| Schwimmweltmeisterschaften 2023 | 14. – 22. Juli 2023   | Fukuoka | 3      | China              | Chen Yuxi Quan Hongchan                |
| Schwimmweltmeisterschaften 2023 | 14. – 22. Juli 2023   | Fukuoka | 3      | Großbritannien     | Andrea Spendolini-Sirieix Lois Toulson |
| Schwimmweltmeisterschaften 2023 | 14. – 22. Juli 2023   | Fukuoka | 3      | Vereinigte Staaten | Delaney Schnell Jessica Parratto       |
| Schwimmweltmeisterschaften 2024 | 2. – 18. Februar 2024 | Doha    | 4      | Nordkorea          | Kim Mi-rae Jo Jin-mi                   |
| Schwimmweltmeisterschaften 2024 | 2. – 18. Februar 2024 | Doha    | 4      | Mexiko             | Gabriela Agúndez Alejandra Orozco      |
| Schwimmweltmeisterschaften 2024 | 2. – 18. Februar 2024 | Doha    | 4      | Ukraine            | Ksenija Bajlo Sofija Lyskun            |
| Schwimmweltmeisterschaften 2024 | 2. – 18. Februar 2024 | Doha    | 4      | Kanada             | Caeli McKay Kate Miller                |
| Gesamt                          | Gesamt                | Gesamt  | 8      | 8                  |                                        |

## Einzelwettkämpfe

### Männer 3 m Kunstspringen
| Qualifikationswettbewerb          | Datum                           | Ort               | Plätze | Nation                  | Nominierter Athlet |
| --------------------------------- | ------------------------------- | ----------------- | ------ | ----------------------- | ------------------ |
| Schwimmweltmeisterschaften 2023   | 14. – 22. Juli 2023             | Fukuoka           | 12     | China                   | Wang Zongyuan      |
| Schwimmweltmeisterschaften 2023   | 14. – 22. Juli 2023             | Fukuoka           | 12     | China                   | Xie Siyi           |
| Schwimmweltmeisterschaften 2023   | 14. – 22. Juli 2023             | Fukuoka           | 12     | Deutschland             | Moritz Wesemann    |
| Schwimmweltmeisterschaften 2023   | 14. – 22. Juli 2023             | Fukuoka           | 12     | Deutschland             | Lars Rüdiger       |
| Schwimmweltmeisterschaften 2023   | 14. – 22. Juli 2023             | Fukuoka           | 12     | Großbritannien          | Jordan Houlden     |
| Schwimmweltmeisterschaften 2023   | 14. – 22. Juli 2023             | Fukuoka           | 12     | Italien                 | Giovanni Tocci     |
| Schwimmweltmeisterschaften 2023   | 14. – 22. Juli 2023             | Fukuoka           | 12     | Italien                 | Lorenzo Marsaglia  |
| Schwimmweltmeisterschaften 2023   | 14. – 22. Juli 2023             | Fukuoka           | 12     | Kolumbien               | Luis Uribe         |
| Schwimmweltmeisterschaften 2023   | 14. – 22. Juli 2023             | Fukuoka           | 12     | Mexiko                  | Osmar Olvera       |
| Schwimmweltmeisterschaften 2023   | 14. – 22. Juli 2023             | Fukuoka           | 12     | Mexiko                  | Kevin Muñoz        |
| Schwimmweltmeisterschaften 2023   | 14. – 22. Juli 2023             | Fukuoka           | 12     | Vereinigte Staaten      | Andrew Capobianco  |
| Schwimmweltmeisterschaften 2023   | 14. – 22. Juli 2023             | Fukuoka           | 12     | Vereinigte Staaten      | Carson Tyler       |
| Panamerikanische Spiele 2023      | 20. Oktober – 5. November 2023  | Santiago de Chile | 1 0    | —                       | —                  |
| Europaspiele 2023                 | 22. – 28. Juni 2023             | Krakau            | 1 0    | —                       | —                  |
| Asienspiele 2022                  | 23. September – 8. Oktober 2023 | Hangzhou          | 1 0    | —                       | —                  |
| Ozeanienmeisterschaften 2023      | 30. November – 1. Dezember 2023 | Brisbane          | 1      | Australien              | Kurtis Mathews     |
| Afrikanisches Qualifikationsevent | 18. – 20. Dezember 2023         | Durban            | 1      | Ägypten                 | Mohamed Farouk     |
| Schwimmweltmeisterschaften 2024   | 2. – 18. Februar 2024           | Doha              | 6      | Kolumbien               | Daniel Restrepo    |
| Schwimmweltmeisterschaften 2024   | 2. – 18. Februar 2024           | Doha              | 6      | Frankreich              | Jules Bouyer       |
| Schwimmweltmeisterschaften 2024   | 2. – 18. Februar 2024           | Doha              | 6      | Großbritannien          | Jack Laugher       |
| Schwimmweltmeisterschaften 2024   | 2. – 18. Februar 2024           | Doha              | 6      | Südkorea                | Woo Ha-ram         |
| Schwimmweltmeisterschaften 2024   | 2. – 18. Februar 2024           | Doha              | 6      | Japan                   | Sho Sakai          |
| Schwimmweltmeisterschaften 2024   | 2. – 18. Februar 2024           | Doha              | 6      | Frankreich              | Gwendal Bisch      |
| Neuverteilung von Quotenplätzen   | —                               | —                 | 5      | Dominikanische Republik | Jonathan Ruvalcaba |
| Neuverteilung von Quotenplätzen   | —                               | —                 | 5      | Irland                  | Jake Passmore      |
| Neuverteilung von Quotenplätzen   | —                               | —                 | 5      | Jamaika                 | Yona Knight-Wisdom |
| Neuverteilung von Quotenplätzen   | —                               | —                 | 5      | Südkorea                | Yi Jae-gyeong      |
| Neuverteilung von Quotenplätzen   | —                               | —                 | 5      | Dominikanische Republik | Frandiel Gómez     |
| Gesamt                            | Gesamt                          | Gesamt            | 25     |                         | 25                 |

### Männer 10 m Turmspringen
| Qualifikationswettbewerb          | Datum                           | Ort               | Plätze | Nation             | Nominierter Athlet     |
| --------------------------------- | ------------------------------- | ----------------- | ------ | ------------------ | ---------------------- |
| Schwimmweltmeisterschaften 2023   | 14. – 22. Juli 2023             | Fukuoka           | 12     | Australien         | Cassiel Rousseau       |
| Schwimmweltmeisterschaften 2023   | 14. – 22. Juli 2023             | Fukuoka           | 12     | Brasilien          | Isaac Souza            |
| Schwimmweltmeisterschaften 2023   | 14. – 22. Juli 2023             | Fukuoka           | 12     | China              | Yang Hao               |
| Schwimmweltmeisterschaften 2023   | 14. – 22. Juli 2023             | Fukuoka           | 12     | China              | Cao Yuan               |
| Schwimmweltmeisterschaften 2023   | 14. – 22. Juli 2023             | Fukuoka           | 12     | Großbritannien     | Kyle Kothari           |
| Schwimmweltmeisterschaften 2023   | 14. – 22. Juli 2023             | Fukuoka           | 12     | Großbritannien     | Noah Williams          |
| Schwimmweltmeisterschaften 2023   | 14. – 22. Juli 2023             | Fukuoka           | 12     | Japan              | Rikuto Tamai           |
| Schwimmweltmeisterschaften 2023   | 14. – 22. Juli 2023             | Fukuoka           | 12     | Kanada             | Nathan Zsombor-Murray  |
| Schwimmweltmeisterschaften 2023   | 14. – 22. Juli 2023             | Fukuoka           | 12     | Malaysia           | Bertrand Rhodict Lises |
| Schwimmweltmeisterschaften 2023   | 14. – 22. Juli 2023             | Fukuoka           | 12     | Mexiko             | Randal Willars         |
| Schwimmweltmeisterschaften 2023   | 14. – 22. Juli 2023             | Fukuoka           | 12     | Südkorea           | Kim Yeong-taek         |
| Schwimmweltmeisterschaften 2023   | 14. – 22. Juli 2023             | Fukuoka           | 12     | Ukraine            | Oleksij Sereda         |
| Panamerikanische Spiele 2023      | 20. Oktober – 5. November 2023  | Santiago de Chile | 1 0    | —                  | —                      |
| Europaspiele 2023                 | 22. – 28. Juni 2023             | Krakau            | 1      | Deutschland        | Timo Barthel           |
| Asienspiele 2022                  | 23. September – 8. Oktober 2023 | Hangzhou          | 1 0    | —                  | —                      |
| Ozeanienmeisterschaften 2023      | 30. November – 1. Dezember 2023 | Brisbane          | 1      | Australien         | Jaxon Bowshire         |
| Afrikanisches Qualifikationsevent | 18. – 20. Dezember 2023         | Durban            | 1      | Ägypten            | Ramez Diaa             |
| Schwimmweltmeisterschaften 2024   | 2. – 18. Februar 2024           | Doha              | 5      | Kanada             | Rylan Wiens            |
| Schwimmweltmeisterschaften 2024   | 2. – 18. Februar 2024           | Doha              | 5      | Vereinigte Staaten | Carson Tyler           |
| Schwimmweltmeisterschaften 2024   | 2. – 18. Februar 2024           | Doha              | 5      | Mexiko             | Kevin Berlín           |
| Schwimmweltmeisterschaften 2024   | 2. – 18. Februar 2024           | Doha              | 5      | Polen              | Robert Łukaszewicz     |
| Schwimmweltmeisterschaften 2024   | 2. – 18. Februar 2024           | Doha              | 5      | Usbekistan         | Igor Myalin            |
| Neuverteilung von Quotenplätzen   | —                               | —                 | 6      | Kolumbien          | Alejandro Solarte      |
| Neuverteilung von Quotenplätzen   | —                               | —                 | 6      | Nordkorea          | Im Yong-myong          |
| Neuverteilung von Quotenplätzen   | —                               | —                 | 6      | Italien            | Riccardo Giovannini    |
| Neuverteilung von Quotenplätzen   | —                               | —                 | 6      | Italien            | Andreas Larsen         |
| Neuverteilung von Quotenplätzen   | —                               | —                 | 6      | Österreich         | Anton Knoll            |
| Neuverteilung von Quotenplätzen   | —                               | —                 | 6      | Südkorea           | Shin Jung-whi          |
| Gesamt                            | Gesamt                          | Gesamt            | 26     |                    | 26                     |

### Frauen 3 m Kunstspringen
| Qualifikationswettbewerb          | Datum                           | Ort               | Plätze | Nation             | Nominierte Athletin  |
| --------------------------------- | ------------------------------- | ----------------- | ------ | ------------------ | -------------------- |
| Schwimmweltmeisterschaften 2023   | 14. – 22. Juli 2023             | Fukuoka           | 12     | Australien         | Maddison Keeney      |
| Schwimmweltmeisterschaften 2023   | 14. – 22. Juli 2023             | Fukuoka           | 12     | China              | Chen Yiwen           |
| Schwimmweltmeisterschaften 2023   | 14. – 22. Juli 2023             | Fukuoka           | 12     | China              | Chang Yani           |
| Schwimmweltmeisterschaften 2023   | 14. – 22. Juli 2023             | Fukuoka           | 12     | Großbritannien     | Yasmin Harper        |
| Schwimmweltmeisterschaften 2023   | 14. – 22. Juli 2023             | Fukuoka           | 12     | Italien            | Chiara Pellacani     |
| Schwimmweltmeisterschaften 2023   | 14. – 22. Juli 2023             | Fukuoka           | 12     | Italien            | Elena Bertocchi      |
| Schwimmweltmeisterschaften 2023   | 14. – 22. Juli 2023             | Fukuoka           | 12     | Japan              | Sayaka Mikami        |
| Schwimmweltmeisterschaften 2023   | 14. – 22. Juli 2023             | Fukuoka           | 12     | Kanada             | Margo Erlam          |
| Schwimmweltmeisterschaften 2023   | 14. – 22. Juli 2023             | Fukuoka           | 12     | Schweden           | Emilia Nilsson Garip |
| Schwimmweltmeisterschaften 2023   | 14. – 22. Juli 2023             | Fukuoka           | 12     | Südafrika          | Julia Vincent        |
| Schwimmweltmeisterschaften 2023   | 14. – 22. Juli 2023             | Fukuoka           | 12     | Vereinigte Staaten | Sarah Bacon          |
| Schwimmweltmeisterschaften 2023   | 14. – 22. Juli 2023             | Fukuoka           | 12     | Vereinigte Staaten | Alison Gibson        |
| Panamerikanische Spiele 2023      | 20. Oktober – 5. November 2023  | Santiago de Chile | 1 0    | —                  | —                    |
| Europaspiele 2023                 | 22. – 28. Juni 2023             | Krakau            | 1 0    | —                  | —                    |
| Asienspiele 2022                  | 23. September – 8. Oktober 2023 | Hangzhou          | 1 0    | —                  | —                    |
| Ozeanienmeisterschaften 2023      | 30. November – 1. Dezember 2023 | Brisbane          | 1      | Australien         | Alysha Koloi         |
| Afrikanisches Qualifikationsevent | 18. – 20. Dezember 2023         | Durban            | 1      | Ägypten            | Maha Amer            |
| Schwimmweltmeisterschaften 2024   | 2. – 18. Februar 2024           | Doha              | 6      | Südkorea           | Kim Su-ji            |
| Schwimmweltmeisterschaften 2024   | 2. – 18. Februar 2024           | Doha              | 6      | Deutschland        | Jette Müller         |
| Schwimmweltmeisterschaften 2024   | 2. – 18. Februar 2024           | Doha              | 6      | Mexiko             | Aranza Vázquez       |
| Schwimmweltmeisterschaften 2024   | 2. – 18. Februar 2024           | Doha              | 6      | Großbritannien     | Grace Reid           |
| Schwimmweltmeisterschaften 2024   | 2. – 18. Februar 2024           | Doha              | 6      | Japan              | Haruka Enomoto       |
| Schwimmweltmeisterschaften 2024   | 2. – 18. Februar 2024           | Doha              | 6      | Ukraine            | Wiktorija Kessar     |
| Neuverteilung von Quotenplätzen   | —                               | —                 | 8      | Deutschland        | Saskia Oettinghaus   |
| Neuverteilung von Quotenplätzen   | —                               | —                 | 8      | Kuba               | Prisis Ruiz          |
| Neuverteilung von Quotenplätzen   | —                               | —                 | 8      | Spanien            | Valeria Antolino     |
| Neuverteilung von Quotenplätzen   | —                               | —                 | 8      | Norwegen           | Helle Tuxen          |
| Neuverteilung von Quotenplätzen   | —                               | —                 | 8      | Kuba               | Anisley García       |
| Neuverteilung von Quotenplätzen   | —                               | —                 | 8      | Neuseeland         | Elizabeth Roussel    |
| Neuverteilung von Quotenplätzen   | —                               | —                 | 8      | Mexiko             | Alejandra Estudillo  |
| Neuverteilung von Quotenplätzen   | —                               | —                 | 8      | Malaysia           | Nur Dhabitah Sabri   |
| Gesamt                            | Gesamt                          | Gesamt            | 28     |                    | 28                   |

### Frauen 10 m Turmspringen
| Qualifikationswettbewerb          | Datum                           | Ort               | Plätze | Nation                  | Nominierte Athletin       |
| --------------------------------- | ------------------------------- | ----------------- | ------ | ----------------------- | ------------------------- |
| Schwimmweltmeisterschaften 2023   | 14. – 22. Juli 2023             | Fukuoka           | 12     | Brasilien               | Ingrid Oliveira           |
| Schwimmweltmeisterschaften 2023   | 14. – 22. Juli 2023             | Fukuoka           | 12     | China                   | Chen Yuxi                 |
| Schwimmweltmeisterschaften 2023   | 14. – 22. Juli 2023             | Fukuoka           | 12     | China                   | Quan Hongchan             |
| Schwimmweltmeisterschaften 2023   | 14. – 22. Juli 2023             | Fukuoka           | 12     | Deutschland             | Christina Wassen          |
| Schwimmweltmeisterschaften 2023   | 14. – 22. Juli 2023             | Fukuoka           | 12     | Deutschland             | Pauline Pfeif             |
| Schwimmweltmeisterschaften 2023   | 14. – 22. Juli 2023             | Fukuoka           | 12     | Großbritannien          | Andrea Spendolini-Sirieix |
| Schwimmweltmeisterschaften 2023   | 14. – 22. Juli 2023             | Fukuoka           | 12     | Japan                   | Matsuri Arai              |
| Schwimmweltmeisterschaften 2023   | 14. – 22. Juli 2023             | Fukuoka           | 12     | Kanada                  | Caeli McKay               |
| Schwimmweltmeisterschaften 2023   | 14. – 22. Juli 2023             | Fukuoka           | 12     | Mexiko                  | Gabriela Agúndez          |
| Schwimmweltmeisterschaften 2023   | 14. – 22. Juli 2023             | Fukuoka           | 12     | Mexiko                  | Alejandra Orozco          |
| Schwimmweltmeisterschaften 2023   | 14. – 22. Juli 2023             | Fukuoka           | 12     | Spanien                 | Ana Carvajal              |
| Schwimmweltmeisterschaften 2023   | 14. – 22. Juli 2023             | Fukuoka           | 12     | Vereinigte Staaten      | Delaney Schnell           |
| Panamerikanische Spiele 2023      | 20. Oktober – 5. November 2023  | Santiago de Chile | 1 0    | —                       | —                         |
| Europaspiele 2023                 | 22. – 28. Juni 2023             | Krakau            | 1      | Großbritannien          | Lois Toulson              |
| Asienspiele 2022                  | 23. September – 8. Oktober 2023 | Hangzhou          | 1 0    | —                       | —                         |
| Ozeanienmeisterschaften 2023      | 30. November – 1. Dezember 2023 | Brisbane          | 1      | Australien              | Melissa Wu                |
| Afrikanisches Qualifikationsevent | 18. – 20. Dezember 2023         | Durban            | 1      | Ägypten                 | Malak Tawfik              |
| Schwimmweltmeisterschaften 2024   | 2. – 18. Februar 2024           | Doha              | 4      | Nordkorea               | Kim Mi-rae                |
| Schwimmweltmeisterschaften 2024   | 2. – 18. Februar 2024           | Doha              | 4      | Italien                 | Sarah Jodoin di Maria     |
| Schwimmweltmeisterschaften 2024   | 2. – 18. Februar 2024           | Doha              | 4      | Niederlande             | Else Praasterink          |
| Schwimmweltmeisterschaften 2024   | 2. – 18. Februar 2024           | Doha              | 4      | Australien              | Ellie Cole                |
| Neuverteilung von Quotenplätzen   | —                               | —                 | 10     | Puerto Rico             | Maycey Vieta              |
| Neuverteilung von Quotenplätzen   | —                               | —                 | 10     | Südkorea                | Kim Na-hyun               |
| Neuverteilung von Quotenplätzen   | —                               | —                 | 10     | Ukraine                 | Sofija Lyskun             |
| Neuverteilung von Quotenplätzen   | —                               | —                 | 10     | Italien                 | Maia Biginelli            |
| Neuverteilung von Quotenplätzen   | —                               | —                 | 10     | Kuba                    | Anisley García            |
| Neuverteilung von Quotenplätzen   | —                               | —                 | 10     | Vereinigte Staaten      | Daryn Wright              |
| Neuverteilung von Quotenplätzen   | —                               | —                 | 10     | Lettland                | Džeja Patrika             |
| Neuverteilung von Quotenplätzen   | —                               | —                 | 10     | Dominikanische Republik | Victoria Garza            |
| Neuverteilung von Quotenplätzen   | —                               | —                 | 10     | Kanada                  | Kate Miller               |
| Neuverteilung von Quotenplätzen   | —                               | —                 | 10     | Irland                  | Ciara McGing              |
| Gesamt                            | Gesamt                          | Gesamt            | 29     |                         | 29                        |